# Мукачевско-прешовска епархија
Мукачевско-прешовска епархија је бивша православна епархија у источном делу некадашње Чехословачке, која је потпадала под канонску јурисдикцију Српске православне цркве. Постојала је од 1931. до 1945. године и обухватала је источну Словачку и Закарпатје, са средиштем у граду Мукачеву.

## Историја
Старија историја православља на подручју потоње Мукачевско-прешовске епархије сеже у време чувене мисије светих Ћирила и Методија и њихових ученика и следбеника у Великоморавској кнежевини и суседним словенским областима током 9. и 10. века. Након мађарског освајања словачких и русинских области и званичног пристајања Мађара уз Римокатоличку цркву, наступила су веома тешка времена за православне Словене у Угарској. Православље је успевало да се одржи у североисточним областима где је основана стара Мукачевска православна епархија која је деловала под окриљем православне Кијевске митрополије.
Тежак ударац православљу у североистојној Угарској нанет је средином 17. века склапањем Ужгородске уније (1646) и стварањем Мукачевске гркокатоличке епархије. Упркос бројним притисцима, део Словака и Русина остао је привржен православљу, првенствено захваљујући везама са оближњом српском Будимском епархијом и Карловачком митрополијом. Наиме, у то време су већ увелико постојале насеобине и парохије православних Срба у појединим словачким градовима, као што су Коморан и Трнава. Међутим, током већег дела 18. и 19. века хабзбуршке државне власти су систематски спутавале рад православног свештенства, подстичући развој и јачање гркокатоличких установа.

### Оснивање епархије
Услови за слободан развој православља међу Русинима и Словацима створени су тек након ослобођења од аустроугарске власти и стварања Чехословачке (1918). Недуго по окончању рата, православни хришћани из разних крајева Чехословачке ступили су у везу са Српском православном црквом ради обнове редовног црквеног поретка. Тај покрет је био посебно изражен у областима Закарпатја које су 1919. године припале Чехословачкој. Кључну улогу у успоставаљу непосредних веза са српском јерархијом одиграо је боравак нишког епископа Доситеја (Васића) у Чехословачкој током 1921. године. Његовом заслугом постављена је основа за стварање редовне црквене управе. Важан корак је начињен 25. септембра 1921. године, када је српски патријарх Димитрије посветио је чешког архимандрита Горазда Павлика за епископа Чешко-моравске епархије.
Међутим, већ у то време дошло је до првих унутрашњих подела међу православним хришћанима у Чехословачкој. Једна скупина обратила се Цариградској патријаршији која је 1923. године без претходног саветовања са Српском патријаршијом поставила Саватија Врабеца за "архиепископа прашког и целе Чехословачке" што је довело до нежељеног заплета у односима итмеђу две патријаршије.
У исто време, настављен је рад и међу православним Словацима и Русинима. Српска патријаршија је 1930. године у Закарпатје упутила тадашњег битољског епископа Јосифа Цвијовића који је у својству егзарха добио задужење да изврши коначне припреме за стварање посебне православне епархије на том подручју.
На молбу православних хришћана из источних делова Чехословачке, Српска православна црква је 1931. године основала Мукачевско-прешовску епархију за чијег је првог епископа постављен Дамаскин Грданички, који је током наредних година стекао велике заслуге за обнову православља у новоустановљеној епархији. Између осталог, уредио је редовна управна тела и службе при средишту епархијске управе у Мукачеву.
Након његовог одласка у другу епархију, за новог мукачевско-прешовског епископа изабран је Владимир Рајић (1938). У јесен 1938. године, након прве Бечке арбитраже, Чехословачка је била принуђена да јужне делове Словачке и Закарпатја уступи Мађарској. Тада је под мађарску управу дошло и Мукачево, тако да је епископ Владимир морао да пређе у град Хуст где је уређено привремено средиште епархијске управе. У исто време, за намесника у окупираном делу епархије постављен је игуман Аверкије Таушев. Наредне године Мађарска је окупирала и преостали део Закарпатја, а епископ Владимир Рајић је 1941. године заточен и потом протеран у Србију.
Протеривање епископа Владимира било је последица настојања мађарских власти да његову епархију "преведу" под врховну надлежност Цариградске патријаршије, од које се очекивала помоћ у стварању посебне "Мађарске православне цркве". Један од главних виновника ових невоља био је рашчињени руски свештеник Михаил Попов који се ставио у службу мађарских власти. За поменуте замисли је придобијен и прашки (чешко-грчки) архиепископ Саватије Врабец који је од цариградског патријарха као свог помесног поглавара затражио дозволу да постави новог епископа у Мукачеву, али ова молба је остала без одговора. Потом је власт над овом епархијом покушао да успостави руско-загранични берлински митрополит Серафим Ладе. Сва ова превирања довела су до унутрашњих подела међу православним хришћанима на подручју епархије.

### Подела епархије
Источне области Чехословачке ослобођене су током 1944. године. Већ крајем исте године међу православним хришћанима у источном делу епархије дошло до покрета за прикључење Руској православној цркви. Томе је у прилог ишла и чињеница што је већ тада било извесно да ће читаво Закарпатје бити уступљено Совјетском Савезу, што је и спроведено током наредне године када је ова област и званично укључена у састав Украјинске ССР, док је област око Прешова остала у саставу Чехословачке. Ради решавања питања о црквеној надлежности, Руска патријаршија се обратила Српској православној цркви. Решење је пронађено већ током јесени 1945. године, када је Архијерејски синод СПЦ дао начелну сагласност и тим поводом је у Русију упућен епископ Владимир Рајић који је обавестио руску страну о ставовима СПЦ. Он је 22. октобра присуствовао заседању Архијерејског синода РПЦ у Москви. На основу постигнутог договора извршена је подела дотадашње јединствене Мукачевско-прешовске епархије: од источног дела око градова Мукачева и Ужгорода основана је Мукачевско-ужгородска епархија у саставу Руске православне цркве, док је од западног дела око Прешова накнадно основана посебна Прешовска епархија у саставу Чехословачке православне цркве. Након сложених преговора, Српска православна црква је 1948. године званично дала сагласност да и остале епархије у Чехословачкој такође пређу под врховну надлежност Московске патријаршије.

## Епископи
- Дамаскин Грданички (1931-1938)
- Владимир Рајић (1938-1945)